# Atentado de Riocentro
Atentado de Riocentro es el nombre por el que se conoce un fallido ataque con bomba al Centro de Convenciones de Riocentro, en Río de Janeiro, en la noche del 30 de abril de 1981, cuando se realizaba un espectáculo conmemorativo del Día del Trabajador, bajo la dictadura militar de Brasil. El atentado, perpetrado por sectores del Ejército Brasileño, insatisfechos con la apertura democrática en ciernes, acentuó las contradicciones de cara a la democratización del país, completada cuatro años después, con las primeras elecciones presidenciales de Brasil en 24 años.[cita requerida]
Las bombas, llevadas al complejo en un coche deportivo marca Puma GTE, fueron colocadas en el pabellón por el sargento Guilherme Pereira do Rosário y por el capitán Wilson Dias Machado. Con el evento ya en marcha, una de las bombas explosionó prematuramente dentro del coche, con los dos militares dentro, en el aparcamiento de Riocentro, matando al sargento e hiriendo gravemente al capitán Machado. Una segunda explosión tuvo lugar a algunos kilómetros de distancia, en la miniestación eléctrica responsable del suministro de energía a Riocentro. La bomba fue lanzada por encima del muro de la miniestación, pero explosionó en su patio y la electricidad del pabellón no se vio interrumpida. En la tentativa de encubrir el fracaso de la operación, el SNI (Serviço Nacional de Informações) culpó a las organizaciones de izquierda –en la época, prohibidas– por el ataque. Esa hipótesis, que no se sostenía en pie, fue desechada años más tarde cuando se comprobó que el atentado fue obra de los sectores más radicales del Gobierno (principalmente del CIEx y del SNI).
La investigación de la Policía Militar no llegó a ninguna conclusión, sin embargo, el archivo de la causa motivó la renuncia del general Golbery do Couto e Silva, Jefe de la Casa Civil del gobierno del general João Figueiredo y uno de los creadores del SNI. El caso se reabrió en 1999, después de la aparición de nuevas evidencias. Tras tres meses de investigación de la Procuraduría general de la República, pues se consideró que el atentado no estaba cubierto por la ley de Amnistía – que perdonaba crímenes políticos entre 1961 y 1979 – se condenó al capitán Machado por homicidio culposo, condena extendida al sargento Rosário, fallecido. Además se culpó por falso testimonio y desobediencia al general en la reserva Newton Cruz y al coronel Freddie Perdigão, fallecido dos años antes, por comandar la operación. El caso, sin embargo, fue archivado el mismo año sin punición a los implicados por decisión del Superior Tribunal Militar, que tomó en consideración una decisión anterior del propio Tribunal que encuadró el caso bajo la ley de Amnistía. En 2014, una Comisión Nacional de la Verdad presentó un informe preliminar sobre el atentado, afirmando que formó parte de una acción articulada del Estado brasileño.

## Contexto político
En 1979, el general João Baptista Figueiredo sucedió el general Ernesto Geisel en la Presidencia de la República. Figueiredo se comprometió a dar continuidad al proceso de apertura que este había iniciado. 

"É para abrir mesmo. E quem quiser que não abra, eu prendo. Arrebento. Não tenha dúvidas"
João Baptista Figueiredo

 Estas palabras fueron pronunciadas al ser cuestionado sobre la apertura política. Sin embargo, prácticamente toda la carrera del nuevo presidente estaba conectada a la llamada "comunidad de informaciones" del Ejército, formada por organizaciones como el CIE, SNI y DOI-Codi, responsables directos de la represión de las actividades de la izquierda política. El fin de la Dictadura podría representar el fin de la comunidad de informaciones y de sus miembros, que recelaban del posible revanchismo por parte de la oposición, caso de que asumiera el poder. Ante la falta de un peligro evidente, el ala más radical de las Fuerzas Armadas estaba dispuesta a forjar amenazas para justificar una vuelta a la represión más violenta, tal y como se hizo en el gobierno del general Emílio Médici.

## Los preparativos
Varias medidas fuera de lo normal indican que el atentado requería de la participación de bastantes personas, militares y civiles, y que venía siendo planeado detalladamente por lo menos desde un mes antes. A las pocas horas del inicio del evento, la seguridad del pabellón era parca en relación con otros eventos similares. El teniente César Wachulec, jefe de la seguridad de Riocentro, recibió aquel día una orden para controlar exclusivamente el movimiento de las taquillas, siendo alejado de sus funciones habituales por la directora de operaciones de Riocentro, Maria Ângela Campobianco. La coordinación general de los guardas jurados fue transferida a otro operario, un mecánico sin cualquier experiencia en el área. Un mes antes de eso, el antecesor del teniente Wachulec hubo dimitido sin justificación alguna. Su nombre era Dickson Grael, coronel paracaidista experto en ese tipo de servicio.
La Policía militar acostumbraba a destacar hombres de patrulla en tales eventos. Sin embargo, el día del atentado, el servicio policial fue suspendido poco antes del show. La justificación fue a de que, por ser un evento privado, la responsabilidad de la seguridad era exclusiva de los organizadores.
El coche que cargaba la bomba -un Puma GTE color ceniza-metálico placa 0297 - hubo sido visto en la tarde de aquel mismo día en el restaurante Cabana da Serra, parado junto a otros seis coches. De esos coches descendieron cerca de quince hombres, que usaron una mesa del restaurante para examinar un gran mapa. Tras percibir que varios de ellos cargaban armas en la cintura, uno de los operarios llamó a la policía. Una pareja atendió la llamado, pero, dada la superioridad numérica de los hombres, se limitó a anotar las placas mientras pedía refuerzos. Sin embargo, los coches abandonaron el local antes de que otros policías llegaran.

## El atentado
Dentro del Centro de Convenciones Riocentro, cerca de 20.000 personas asistían al show organizado por el Centro Brasil Democrático, organización conectada al Partido Comunista Brasileño (PCB), y Elba Ramalho comenzó a cantar "Banquete de signos" sobre el escenario. El Puma en el aparcamiento reservado a los artistas y organizadores llevaba dos ocupantes, el capitán Wilson Machado, propietario del coche, y el sargento Guilherme Pereira del Rosário. Ambos integraban el DOI del I.er Ejército, en Río de Janeiro, y pertenecían al aparato de represión del régimen. El sargento Rosário, usando la identificación de agente "Wagner", había sido entrenado en montaje de explosivos y Machado ejercía de responsable de la patrulla de seguridad del presidente Figueiredo cuando iba a Río de Janeiro. Cuando el coche comenzó a salir de la plaza de estacionamiento, el artefacto explosionó de pronto. La explosión infló el techo del coche y destrozó las puertas del automóvil. El sargento Rosário murió inmediatamente, mientras que el capitán Machado salía despedido del vehículo y, con graves heridas, se sujetaba con sus propias manos las vísceras expuestas. Muchas personas se agolpaban alrededor del coche. Algunos testigos, como el teniente Wachulec, ven a un hombre retirar del interior del coche accidentado dos granadas del tipo cilíndrico usado por el Ejército brasileño. El capitán Machado anduvo unos 200 metros gimiendo, se sentó en una escalera que daba acceso a la platea, donde fue socorrido 25 minutos después por la nieta del futuro presidente Tancredo Neves, Andrea Neves, que llegaba con retraso al show. Llevado al Hospital Miguel Couto, pidió que avisaran del accidente al capitán Francisco de Paula Sousa Pinto. Este, al llegar al hospital, identificó al herido como capitán del Ejército. Treinta minutos tras la primera explosión, una segunda bomba explosiona en la caseta de fuerza, lanzada por encima del muro, pero sin mayores consecuencias.
La explosión en el coche no llamó la atención del público que asistía al show dentro del pabellón. La segunda explosión, en la caseta de fuerza de la estación eléctrica, pudo ser oída desde dentro como un ruido leve, que no levantó sospechas. Los artistas fueron avisados a medida que dejaban el escenario y de forma discreta. La platea solo fue informada al final del show, cuando el compositor y cantante Gonzaguinha subió al escenario y dijo: "Personas contra la democracia colocaron bombas allá fuera para amedrentarlos".
Con la llegada de la policía, el local es rodeado. Las redacciones de periódicos comienzan a recibir informaciones sobre el atentado y algunas de ellas reciben rumores anónimos informando que un tal "Mando Delta" había actuado en Riocentro para “acabar con manifestaciones subversivas”.

## Desdoblamientos
En un primer momento, el SNI divulgó un comunicado diciendo que los pasajeros del Puma estaban en el local de servicio, recogiendo datos sobre una posible acción subversiva. A los pocos días, fue abierta una investigación oficial, dirigida por el coronel Luís Antônio do Prado Ribeiro. Poco tiempo después, Ribeiro renunció a la presidencia de la investigación. El coronel Job Lorena de Sant'Anna asumió su lugar. En el coche objeto de la explosión aparecieron documentos a nombre del capitán Machado, pero la placa era falsa, lo que contrariaba la afirmación de que los militares estaban de servicio en el local, ya que en esas situaciones se usaba un coche oficial.
El fracaso en las investigaciones del atentado y la polémica subsiguiente llevó a la renuncia del ministro jefe de la Casa Civil, Golbery do Couto e Silva. A pesar de todas las evidencias, el caso fue archivado. Se reabrió en 1999, a solo unos meses de su prescripción, cuando el antiguo jefe del SNI, general Octávio de Medeiros, dijo que supo del atentado una hora antes que aconteciera. Añadió que la información la recibió del general Newton Cruz, que ya conocía el plan un mes antes. Pero según la narrativa de Cruz, él propio sólo habría sido informado, una hora antes del atentado, que se planeaba en el DOI del Río un atentado contra el Riocentro. Y esa información habría sido obtenida por el coronel Perdigão. Cuatro años tras dejar el poder, el general Golbery do Couto e Silva, fundador del SNI, contó que "Medeiros [general Octávio Aguiar de Medeiros, jefe del SNI] dijo que el Riocentro había sido cosa del Conejo Neto [general José Luís Conejo Neto], pero hoy día yo no sé si él realmente tenía elementos para decir aquello. El hecho es que él dijo".
En mayo de 2014, la Justicia Federal, atendiendo la pedido del Ministerio Público Federal, determinó al Ejército Brasileño que les fueran encaminadas las hojas de alteraciones de cuatro oficiales de la reserva, denunciados, juntamente con otros reos, por crímenes en este atentado. Según la denuncia, los militares reformados Wilson Luiz Llaves Machado, propietario del Puma en el cual habría ocurrido la explosión, Nilton de Albuquerque Cerqueira, Newton Cruz, Edson Sá Roca, Divany Carvalho Barros y el exdelegado Cláudio Antônio Guerra debían responder por los crímenes de homicidio frustrado, formación de grupo terrorista, transporte de explosivos, fraude procesal y apropiación indebida. En julio de 2014, El Tribunal Federal de la 2ª Región concedió habeas corpus a cuatro de los oficiales de la reserva denunciados por juzgar que los crímenes estarían prescritos.

## Reapertura del caso
Dieciocho años después del que pudo haber sido el mayor atentado terrorista urbano de la historia de Brasil, la Comisión de Derechos Humanos de la Cámara de los Diputados solicitó la reapertura del caso. La procuradora de la República, Gilda Berger aceptó el encargo, considerando que el caso no estaba amparado por la ley de Amnistía, ni estaba prescrito: la amnistía se aplica solo a los crímenes cometidos entre el 2 de septiembre de 1961 y el 15 de agosto de 1979, mientras la prescripción ocurriría el 30 de abril de 2001.
Después de tres meses de investigaciones, el general Sérgio Conforto, encargado de la nueva investigación policial (IPM), concluyó su trabajo apuntando la responsabilidad de cuatro militares por el atentado. El coronel Wilson Machado, que estaba en el Puma que explotó, fue indiciado por homicidio calificado, por haber asumido el riesgo de una acción que podría causar la muerte de Guilherme del Rosário. Wilson Hacha fue indiciado también por la antigua ley de Seguridad Nacional, crimen que está prescrito. El general de la reserva Newton Cruz, exjefe de la Agencia Central del SNI, fue indiciado por falso testimonio y desobediencia. Newton Cruz fue indiciado también por prevaricación y condescendencia criminal, pero solo responderá por falso testimonio y desobediencia. Conforto concluyó que había pruebas para indiciar el sargento Guilherme del Rosário, muerto en la explosión, y el coronel Freddie Perdigão, jefe de la agencia del SNI de Río de Janeiro en 1981 y que murió en 1996. Se descubrió que Freddie Perdigão había planeado el atentado.
El IPM, con 270 páginas, fue enviado al procurador general de Justicia Militar, Kleber Coêlho, para que solicitara el encausamiento al Superior Tribunal Militar (STM). El 4 de mayo de 1999, el caso Riocentro fue archivado por el ministro civil del STM, Carlos Alberto Marques Suenes, porque, según él, el poder de punición del Estado habría cesado. Aunque surgieran nuevas pruebas, nada más podría hacerse, ya que una decisión anterior del STM ya encuadró el caso en la ley de Amnistía.
El 29 de abril de 2014, la Comisión Nacional de la Verdad presentó un informe preliminar sobre el caso afirmando que el atentado formó parte de una acción articulada del Estado Brasileño.